# Александра Котті
Александра Котті (італ. Aleksandra Cotti, нар. 13 грудня 1988, Сан-Джованні-ін-Персічето, Італія) — італійська ватерполістка, срібна призерка Олімпійських ігор 2016 року. З 2021 року вона також тренує збірну Італії до 15 років. У 2023 році тренувала жіночу збірну Італії на Універсіаді в Ченду, де вона здобула срібну медаль.

## Виступи на Олімпіадах
| Олімпіада           | Дисципліна | Місце |
| ------------------- | ---------- | ----- |
| Лондон 2012         | водне поло | 7     |
| Ріо-де-Жанейро 2016 | водне поло | 2     |